# Danville (Virginia Occidental)
Danville es un pueblo ubicado en el condado de Boone en el estado estadounidense de Virginia Occidental. En el Censo de 2010 tenía una población de 691 habitantes y una densidad poblacional de 246,12 personas por km².

## Geografía
Danville se encuentra ubicado en las coordenadas 38°4′48″N 81°50′2″O / 38.08000, -81.83389. Según la Oficina del Censo de los Estados Unidos, Danville tiene una superficie total de 2.81 km², de la cual 2.77 km² corresponden a tierra firme y (1.29%) 0.04 km² es agua.

## Demografía
Según el censo de 2010, había 691 personas residiendo en Danville. La densidad de población era de 246,12 hab./km². De los 691 habitantes, Danville estaba compuesto por el 98.12% blancos, el 0.58% eran afroamericanos, el 0% eran amerindios, el 0.29% eran asiáticos, el 0% eran isleños del Pacífico, el 0.58% eran de otras razas y el 0.43% pertenecían a dos o más razas. Del total de la población el 1.3% eran hispanos o latinos de cualquier raza.